# Sergio Amar Medina
Sergio Amar Medina (València, 9 de març de 1979) és un artista faller. Des de 2003 és Llicenciat en Belles Arts per la Universitat Politècnica de València, formació que dirigeix amb l'objectiu d'esdevindre creador de Falles. Des de l'obrador de Fet d'Encàrrec, binomi artístic format per Marisa Falcó i Paco Pellicer, s'inicia al món de l'art efímer faller a l'any 1996. Planta la a seua primera Falla infantil a València en 2005 per la comissió Avinguda Blasco Ibáñez-Mestre Ripoll. Tot i això, abans de començar la seua carrera al Cap i Casal realitza un cadafal a la localitat soriana de Paones.
En 2006 signa amb Arrancapins, Fra J. Rodríguez-Pintor Cortina, Peu de la Creu i Corretgeria-Bany dels Pavesos, comissió amb la qual aconseguirà en anys vinents molts d'èxits en seccions inferiors.
El seu debut en la Secció Especial infantil de les Falles de València es produeix al 2007 amb "Sssshhh, silenci. Estem dormint" per la comissió Arxiduc Carles-Xiva. Des d'aleshores plantarà a la màxima categoria sense interrupció a les demarcacions de Monestir de Poblet-A.Albiñana, Cuba-Literat Azorin i Gayano Lluch assolint amb aquesta comissió el seu punt més àlgid a la capital de l'Horta amb el segon premi l'any 2015 obtingut amb "Ingràvida". El seu màxim guardó arriba en 2017 aconseguint no només el primer premi de la secció especial, sinó també el ninot indultat de les Falles de Carcaixent amb Cánovas del Castillo. En 2020 canvia d'aires deixant Rascanya per entrar a l'Eixample junt a Mestre Gozalbo-Comte Altea.
La seua trajectòria durant els anys que participa a especial també compta amb falles per les comissions de Pintor Segrelles, Plaça del Mercat Central, Arquebisbe Olaechea-Sant Marcel·lí i Jesús-Sant Francesc de Borja.
En 2016 el Gremi Artesà d'Artistes Fallers indulta un dels ninots pertanyents a la Falla "L'esperança és l'últim que es perd", plantada per la comissió Jesús-Sant Francesc de Borja. Des d'eixe moment l'obra passa a formar part de la col·lecció del Museu de l'Artista Faller.
Pel que fa a les Fogueres d'Alacant, compta al seu palmarès amb primers premis de categoria especial amb obres ubicades al districte d'Altossano. En 2011 junt a Joan Blanch crea "De dia, de nit?", una Foguera on els estils d'ambdós artistes es contraposen i mostren les diferències entre la vida diürna i nocturna. La seua primera participació a la capital de l'Alacantí es produeix al 2008 per Sant Blai-La Torreta. Als darrers anys el districte de la Plaça de Santa Maria ha acollit treballs de l'artista valencià.
La seua producció artística conté només Falles i Fogueres infantils. Sergio Amar considera aquest tipus de creacions l'únic en què l'artista és capaç d'assumir totes les etapes creatives.